# Stimmtausch
Stimmtausch ist ein Begriff aus der Musik, der vor allem in der Kontrapunktlehre eine Rolle spielt. Er bezeichnet den Wechsel eines Themas in eine andere Stimme, beispielsweise von der Oberstimme in die Unterstimme. Der Stimmentausch tritt besonders in den für den Barock typischen Gattungen wie Invention, Kanon und Fuge auf. Allerdings ist er auch in der Klassik oder Romantik ein beliebtes Verarbeitungsmittel gewesen.
Eine weitere Bezeichnung, die unmittelbar damit zusammenhängt, ist die Imitation.